# Abate (eclesiástico)

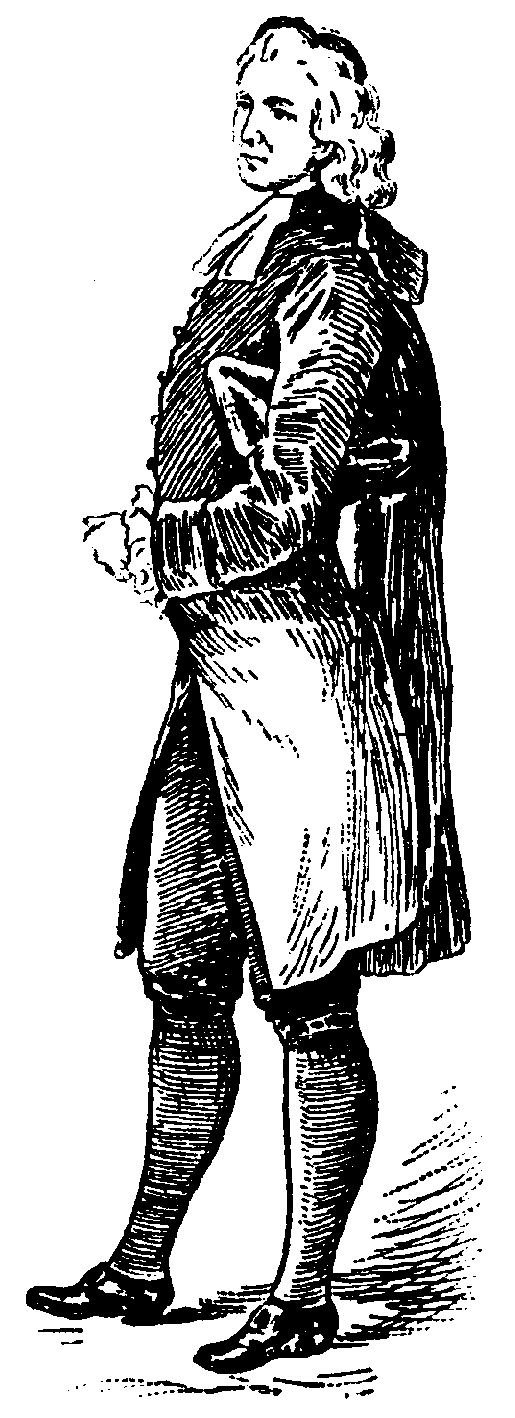
Abate.

Un abate era un clérigo o tonsurado de la España del siglo XVIII  de procedencia extranjera o que había residido en Francia o Italia. Vestía a la romana.
Antes de la revolución Francesa era infinito el número de abates y se hallaban en toda buena sociedad tomando parte en sus placeres y entrometiéndose en todo y por todo y de aquí nació el modismo: entrometido como un abate.
Eran segundones del estado noble o personas acomodadas de la clase media. Venían a ser unos aspirantes a abades comendatarios y se introducían como amigos, directores o preceptores de la familia en las casas distinguidas.
Solía ser su traje, particularmente en España, el común de la gente docente solo que era de color morado o negro, con una capeta o pedazo de raso negro colgado de la espalda, cabellos a la romana con casquete de suela algunos y un sombrerito pequeño de tres picos que solían llevar debajo del brazo.

## Abates famosos
Muchos clérigos se distinguieron positivamente por sus actividades literarias y filosóficas o políticas:
- Abate Andrés: Juan Andrés, humanista del siglo XVIII, padre de la Historia Universal de las Letras y las Ciencias.
- Abate Marchena: político, escritor, periodista y traductor español del siglo XVIII, uno de los españoles que más activamente participó en la Revolución francesa como agitador político y colaborador.
- Abate Prévost: escritor e historiador francés, autor de la novela Manon Lescaut.
- Abate Hervás: Lorenzo Hervás y Panduro, jesuita distinguido considerado el padre de la lingüística comparada.
- Abate Galiani: Ferdinando Galiani, economista italiano del siglo XVIII.
- Abate de Gándara: Miguel Antonio de la Gándara, eclesiástico y político español del siglo XVIII.
- Abate Sieyès: Emmanuel Joseph Sieyès, político de la Revolución francesa.
- Abate Desfontaines: Pierre-François Guyot Desfontaines, periodista, crítico, traductor y filósofo francés.
- Abate Suger de Saint-Denis: político e historiador francés del siglo XI.
- Abate Charles-Michel de l'Epée: logopeda y pedagogo francés, conocido como "el padre de los sordos" por su trabajo con personas con dicha condición.
- Abate Cristóbal Briceño de Valderrábano (n: Arévalo. España. m: 16/4/1587 Turin).
- Abate Molina: Juan Ignacio Molina, naturalista, lingüista, botánico, catedrático, geógrafo y cronista hispano-chileno.
- Abate Breuil: naturalista, arqueólogo, prehistoriador, geólogo y etnólogo. Alcanzó gran influencia en el estudio del Arte Paleolítico.